# ランツォ・ディンテルヴィ
ランツォ・ディンテルヴィ（イタリア語: Lanzo d'Intelvi）は、イタリア共和国ロンバルディア州コモ県アルタ・ヴァッレ・インテルヴィに属する分離集落（フラツィオーネ）。
かつては独立したコムーネであったが、2017年1月1日にペッリオ・インテルヴィ、ランポーニオ・ヴェルナと合併して新自治体の一部となった。

## 地理

### 位置・広がり
コモ県西部、ヴァル・ディンテルヴィ（インテルヴィ谷）に位置するコムーネ。県都コモから北北西へ20kmの距離にある。

#### 隣接コムーネ
コムーネとしてのランツォ・ディンテルヴィは、以下のコムーネと隣接していた。CH-TIはスイス・ティチーノ州所属。
- Arogno (CH-TI)
- ルガーノ (CH-TI)
- ペッリオ・インテルヴィ
- ランポーニオ・ヴェルナ
- ヴァルソルダ

## 人物

### おもな出身者
- ドメニコ・デッラリオ（イタリア語版） - 16世紀の建築家。Scaria d'Intelvi 生まれ。
- カルロ・アントニオ・カルローネ（イタリア語版） - 17世紀の建築家。Scaria d'Intelvi 生まれ。
- カルロ・インノチェント・カルローネ（イタリア語版） - 18世紀の建築家。Scaria d'Intelvi 生まれ。